# Kanva
La dinastia Kanva o Kanvayana fou una dinastia bramin que va reemplaçar la dinastia Shunga a Magadha, i va governar a la part oriental de l'Índia del nord de vers 73 aC a 30 aC.
El darrer governant de la dinastia Shunga, Devabhuti, fou enderrocat pel ministre Vasudeva que va fundar la dinastia Kanva (data aproximada 75/73 aC). Els nou governant Kanva va permetre als reis Shunga continuar governant una cantonada dels seus anteriors dominis. Magadha va tenir aleshores quatre governants Kanves. Els puranes Matsya, Vayu, Brahmanda i Vishnu estant tots d'acord que els satavahana van pujar al poder al segle I aC matant a Susarman, el darrer rei dels Kanves. fet atribuït a Pulomavi (vers 30-6 aC), que governava a Pataliputra.

## Governants
El primer governant de la dinastia Kanva la dinastia fou Vasudeva. Va ser succeït pel seu fill Bhumimitra. Monedes que porten la llegenda Bhumimitra han estat descobertes al reialme de Pantxala. Bhumimitra va governar catorze anys i fou llavors succeït pel seu fill Narayana, que va governar dotze anys. El va succeir el seu fill Susharman, que fou el darrer rei de la dinastia.
- Vasudeva (vers 75 – 66 aC)
- Bhumimitra (vers 66 – 52 aC)
- Narayana (vers 52 – 40 aC)
- Susharman (vers 40 – 30 aC)